# Primo Galdelli
Primo Galdelli (Serra San Quirico, 2 novembre 1950) è un politico italiano.

## Biografia
Operaio della Merloni; nel 1985 viene eletto consigliere comunale con il PCI a Sassoferrato, venendo confermato anche dopo le elezioni del 1990.
Dopo la svolta della Bolognina si iscrive a Rifondazione Comunista, con cui viene eletto al Senato della Repubblica nel 1992. 
Nella XII Legislatura, compresa tra il 1994 ed il 1996, è invece eletto (nel collegio di Jesi) alla Camera dei deputati. Ha confermato il seggio a Montecitorio anche nella XIII Legislatura nella quale il suo partito dava l'appoggio esterno al Governo Prodi I. In occasione della crisi di governo dell'autunno 1998, che portò alla caduta di Prodi e alla scissione tra Rifondazione e Comunisti Italiani, scelse di aderire a quest'ultimo partito.
Dopo la fine degli incarichi parlamentari, nel 2001, torna a lavorare come operaio, ma continua a far parte del PdCI, di cui ricopre l'incarico di responsabile nazionale ambiente.
Dal 1999 al 2004 è nuovamente consigliere comunale a Sassoferrato.